# Regìa federale degli alcool
La Regìa federale degli alcool (RFA) è un'autorità federale della Confederazione Svizzera. 
La RFA è responsabile dell'applicazione della legislazione svizzera sull'alcol che disciplina la produzione e l'importazione di bevande spiritose ed etanolo nonché il commercio e la pubblicità di bevande spiritose. Lo scopo di tale legislazione è la tutela della salute (art. 105 Cost.). Le bevande alcoliche fermentate, quali birra e vino, non rientrano nel campo d'applicazione della legislazione sull'alcol.

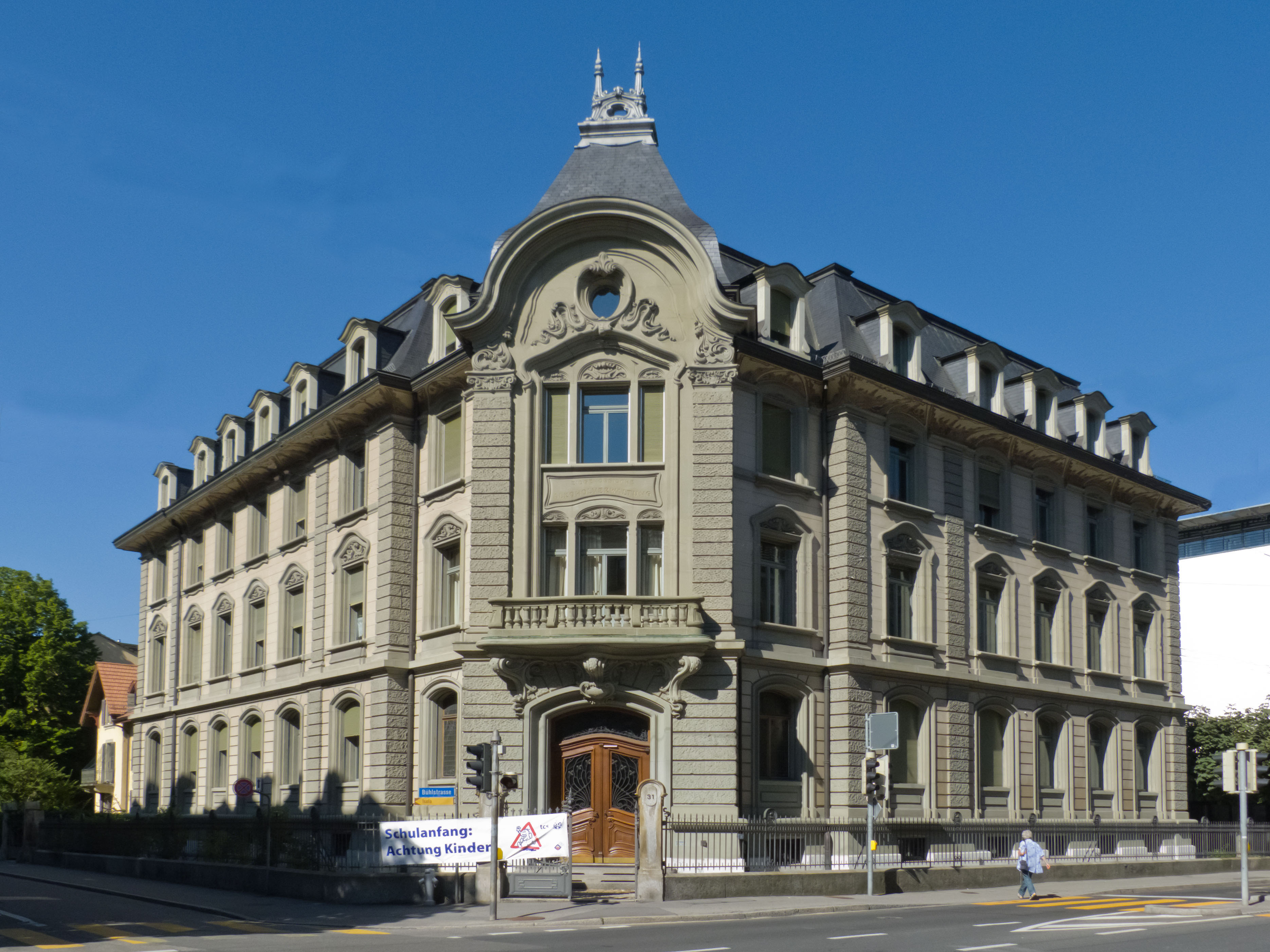
Regìa federale degli alcool a Berna

## Scopo e compiti
La RFA ha il monopolio della Confederazione per la produzione di bevande spiritose nonché per la fabbricazione e l'importazione di etanolo. Con i suoi partner nei Cantoni provvede affinché le disposizioni sulla pubblicità e sul commercio applicabili alle bevande spiritose siano rispettate.
Il prodotto netto annuo di circa 260 milioni di franchi è devoluto per il 90 per cento al finanziamento dell'AVS e dell'AI e per il 10 per cento a progetti di prevenzione (la cosiddetta decima dell'alcol).

### Imposizione di bevande spiritose
Il compito principale della RFA è la riscossione dell'imposta sul consumo per le bevande spiritose, pari a 29 franchi per litro di alcol anidro. Al riguardo la RFA vigila sulla coerente separazione del mercato tra bevande spiritose, rispettivamente etanolo destinato al consumo ed etanolo a scopi industriali esente da imposta.

### Disposizioni sulla pubblicità
La RFA provvede al rispetto delle prescrizioni sulla pubblicità per bevande spiritose contenute nella legge sull'alcool. Tali prescrizioni autorizzano esclusivamente una pubblicità riferita al prodotto stesso. La rappresentazione di uno stile di vita positivo è vietata. La RFA attribuisce grande importanza alla consulenza. Pertanto mette a disposizione un portale web appositamente creato che consente di verificare gratuitamente la compatibilità dei progetti pubblicitari con le disposizioni legali prima della loro pubblicazione.

### Prescrizioni concernenti il commercio
Per l'esercizio del commercio all'ingrosso la RFA rilascia le licenze. Per la vendita e la mescita di bevande spiritose al cliente finale occorre richiedere una patente per il commercio al minuto al Cantone competente. I Cantoni sono responsabili dell'applicazione delle prescrizioni concernenti il commercio (ad es. divieto di offerte happy hour). In questo contesto la RFA fornisce loro la necessaria consulenza.

### Tutela della gioventù
Le disposizioni sulla tutela della gioventù sono sancite nella legge sull'alcool e nella legge sulle derrate alimentari. Sono vietate la consegna di bevande spiritose ad adolescenti minori di 18 anni nonché la consegna di birra e vino a fanciulli minori di 16 anni. I Cantoni possono applicare anche leggi più severe, come il Canton Ticino che vieta la vendita di bevande alcoliche ai minori di 18 anni. Nei punti vendita devono essere collocati cartelli ben visibili che richiamano l'attenzione sulle limitazioni alla consegna. La RFA promuove l'esecuzione di test d'acquisto. Questi ultimi si sono dimostrati lo strumento più efficace ed economico per verificare il rispetto delle limitazioni alla consegna. La RFA offre inoltre una documentazione gratuita per il personale di vendita.  

### Importazione di etanolo
Alcosuisse ha il monopolio dell'importazione dell'etanolo. Con il mandato di prestazioni e il preventivo globale, il centro di profitto fornisce annualmente all'economia svizzera circa 40 milioni di chilogrammi di etanolo.

## Organizzazione
La RFA nasce nel 1887 ed è il più vecchio istituto della Confederazione. Dal 1900 gode di una personalità giuridica propria. Con sede a Berna essa gestisce i depositi nelle due aziende di Schachen (LU) e di Delémont (JU). Inoltre esercita controlli decentralizzati su tutto il territorio nazionale. Grazie ai compiti diversificati, la RFA e il suo centro di profitto intrattengono contatti regolari con oltre 135 000 imprese, aziende agricole o privati. 

### Ristrutturazione (2008-…)
Nel quadro della revisione parziale della legge sull'alcool è previsto che la RFA venga soppressa in quanto istituto con personalità giuridica e integrata nell'Amministrazione federale delle dogane (AFD). In futuro, la nuova divisione Alcol e tabacco della Direzione generale delle dogane (DGD) con sede a Delémont (JU) sarà responsabile dell'applicazione della legislazione sull'alcol. Alcosuisse, l'attuale centro di profitto della RFA, verrà completamente privatizzato.